# Arsoli
Arsoli és un comune (municipi) de la ciutat metropolitana de Roma, a la regió italiana del Laci, situat uns 50 km a l'est de Roma. L'1 de gener de 2018 tenia 1.534 habitants.
Arsoli limita amb els següents municipis: Cervara di Roma, Marano Equo, Oricola, Riofreddo, Rocca di Botte i Roviano.

## Relacions internacionals
Arsoli està agermanada amb:
- Blagaj, Bòsnia i Hercegovina
- Mostar, Bòsnia i Hercegovina[2]